# Chorebus kerzhneri
Chorebus kerzhneri är en stekelart som beskrevs av Vladimir Ivanovich Tobias 1998. Chorebus kerzhneri ingår i släktet Chorebus och familjen bracksteklar. Inga underarter finns listade i Catalogue of Life.